# Grivillers
Grivillers (picardisch: Grévilé) ist eine nordfranzösische Gemeinde mit 91 Einwohnern (Stand 1. Januar 2022) im Département Somme in der Region Hauts-de-France. Die Gemeinde liegt im Arrondissement Montdidier und gehört zum Kanton Roye.

## Geographie
Die Gemeinde liegt in der Landschaft Santerre rund 10 km ostnordöstlich von Montdidier unweit der Départementsstraße D930, die zur Départementsstraße D1017 (frühere Route nationale 17) südlich von Roye führt. Durch das Gemeindegebiet verlief die abgebaute Bahntrasse von Roye nach Montdidier.

## Geschichte
Die Gemeinde erhielt als Auszeichnung das Croix de guerre 1914–1918.

## Einwohner
| 1962 | 1968 | 1975 | 1982 | 1990 | 1999 | 2006 | 2010 |
| ---- | ---- | ---- | ---- | ---- | ---- | ---- | ---- |
| 88   | 69   | 59   | 52   | 62   | 61   | 59   | 65   |

## Verwaltung
Bürgermeister (maire) war von 2001 bis 2014 Rémy Tassart. Der aktuelle Bürgermeister ist Pierre Goussen (seit 2014)	